# イーエスマガジン (雑誌)
ES magazineは、Evening Standardが発行するフリーペーパー。Evening Standard同様、ロンドン主要駅で配布される。